# イアン・マクノートン
イアン・マクノートン（英: Edward Ian MacNaughton、1925年12月30日 - 2002年12月10日）は、スコットランド出身の俳優、テレビ・プロデューサー、監督。特に、モンティ・パイソン作品の監督・プロデュースで知られている。マクノートンは『空飛ぶモンティ・パイソン』41回分（1969年 - 1974年、全45回）の監督・プロデューサーを務めたほか、第1シリーズの後に制作されたオムニバス映画『モンティ・パイソン・アンド・ナウ』（1971年）、『空飛ぶモンティ・パイソン ドイツ版』（独: Monty Python's Fliegender Zirkus、1971年 - 1972年）の監督を務めた。1973年には、『空飛ぶモンティ・パイソン』の制作チームで、英国アカデミー賞テレビ部門（英: British Academy Television Awards for Best Light Entertainment Programme）を受賞している。

## 略歴
マクノートンはスコットランド・グラスゴーで生まれ、パースシャーのストラサラン・スクール (Strathallan School) に通った。大学では医学を学んでいたが、途中で医師になることを諦め、1945年から1年間イギリス海兵隊に仕官した。ケントの町ディールで、イギリス海兵隊の士官訓練班として軍務に当たる一方、彼はイギリス海兵隊のアマチュア演劇グループ、「グローブ・プレイヤーズ」（英: the Globe Players）で演技を行わないかと誘われた。1946年に復員した後は故郷グラスゴーに戻ったが、マクノートンの父は、彼に家族の農場を手伝ってほしいと願っていた。一方で、マクノートン自身は1年間ロンドンにある王立演劇学校 (RADA) の予備コースに通うことを決めた。その後予備コースは修了したものの、王立演劇学校そのものには入学しなかった。

## 俳優として
スコットランドに戻った後、マクノートンは数年を舞台演劇に費やし、グラスゴーのシチズンズ・シアターや、エディンバラのゲートウェイ・シアターでの作品に定期的に出演するようになった。中でも、1948年のエディンバラ・フェスティバルで上演され、タイロン・ガスリー（英: Tyrone Guthrie）が制作した、"The Three Estates"への出演が際立っている。この作品は、デイヴィッド・リンゼイ（英: Sir David Lindsay）が16世紀に書いた政治風刺劇である。
マクノートンは、1953年の映画 "Laxdale Hall" (en) での端役（巡査役）で映画界でのキャリアをスタートした。この映画はスコットランドのハイランド地方にある小さな村を舞台にした、英国制作のロマンティック・コメディである。同じ年には、『豪族の砦』でカラム・マグレガー（英: Callum MacGregor）として小さな役を得た。1955年にはロンドンへ戻り、テレビでいくつか小さな役を得るようになった。この中には、 "Seagulls over Sorrento" で演じたエイブル・シーマン・マッキントッシュ（英: Able Seaman McIntosh）や、1956年のSF映画『怪獣ウラン』で演じたハギス（英: Haggis）などが含まれる。その後、英国のテレビ・コメディ・ショー "Hancock's Half Hour" (en) に3話出演したほか、『潜航電撃隊』や "The Safecracker" (en) といった映画に端役で出演している。
マクノートンは、1958年から1959年にかけてテレビや映画に端役で出演するという生活を続けた後、シットコム "Tell It to the Marines" (en) の役を射止め、このシリーズの全30話にキルマーティン・ダルリンプル（英: Kilmartin Dalrymple）としてレギュラー出演した。この作品は、イギリス海軍から任務を与えられた、たくましく騒々しいイギリス海兵隊の新兵の悪ふざけを軸にしたものである。その後は、アンガス・マクレア（英: Angus MacCrae）役を演じた1962年のテレビシリーズ "Silent Evidence" など、小さな役が続いた。この年には映画『アラビアのロレンス』に出演してマイケル・ジョージ・ハートリー（英: Michael George Hartley）役を演じている。

## 監督・プロデューサー
BBCのドラマシリーズ "Silent Evidence" に出演している間に、マクノートンはテレビ監督育成用にBBCが用意した訓練コースの広告を見つけ、これに応募した。1963年・1964年には、"Teletale" の2話を監督したほか、1965年には "Z-Cars" (en) の1話を監督している。監督を始めてからもマクノートンは演技を続け、1964年の"Dr. Finlay's Casebook" (en) 、1965年の『おしゃれ(秘)探偵』など、数々のテレビ・映画作品に端役として登場している。
1966年から1967年にかけて、マクノートンはBBCのシリーズ "This Man Craig" (en) 全52話を監督した。この作品は、スコットランド・Strathaird (en) の架空の村にある、大きな総合中等学校を舞台とした作品である。シリーズは6人いる寮監の1人で、300人以上の生徒に目を光らせている教師、イアン・クレイグ（英: Ian Craig）の日常を描いたものである。1967年から1968年にかけては、"Dr. Finlay's Casebook"の8話を監督した。
1969年、マクノートンは、スパイク・ミリガンの『Q...』の第1シリーズで、監督・プロデュースを務めた。このシリーズは、7エピソードからなる超現実的なコメディ・スケッチ・ショーで、後のモンティ・パイソンのメンバーへ大きな影響を与えている。パイソンズの自伝では、マイケル・ペイリンが『Q...』シリーズの監督に会った経験について記している。
ペイリンは、自身やテリー・ジョーンズが『Q...』シリーズからとても大きな影響を受け、その結果、マクノートンに自分たちのシリーズを監督してほしいとはっきり実感したと語っている。
1969年から1974年にかけて、マクノートンは『空飛ぶモンティ・パイソン』41エピソードのプロデュース・監督を務めた（シリーズは全45エピソード）。監督・プロデューサー職を受け入れた後、マクノートンは休暇を取る必要があり、シリーズの最初4話の制作には関われないと宣言し、パイソンズを狼狽させた（結局ジョン・ハワード・デイヴィーズが監督となった）。シリーズ制作が始まった当初、マクノートンとパイソンズの間には、ショーの監督方法に関する度重なる干渉から摩擦があったが、第1シリーズの終わりまでにはマクノートンはパイソン・チームの一員となり、彼の貢献は重要なものになっていた。1970年には第2シリーズが撮影された。
1971年、マクノートンはパイソンズとして最初の映画『モンティ・パイソン・アンド・ナウ』を監督した。この作品は、『空飛ぶモンティ・パイソン』第1・第2シリーズからベスト・スケッチを抽出し、観客抜きでリメイクした作品である。同じ年には、バイエルン州（バヴァリア）で、『空飛ぶモンティ・パイソン ドイツ版』（独: Monty Python's Fliegender Zirkus）の第1話を撮影した。翌年にはドイツ版の第2話を撮影したほか、スパイク・ミリガン主演のコメディ・スケッチ・ショーや、『空飛ぶモンティ・パイソン』第3シリーズを撮影している。
1973年にはいくつかのテレビシリーズで監督を務め、翌1974年には、レナード・ロシターと "Rising Damp" (en) のパイロット盤を制作して良い評価を得た。この年の終わりには『空飛ぶモンティ・パイソン』の最終第4シリーズを撮影している。1975年には、スパイク・ミリガンの『Q...』第2シリーズが、BBCによって "Q6" として放送されている。マクノートンはその後も『Q...』シリーズを監督し続け、1975年には "Q6"、1977年には "Q7"、1978年には "Q8"、1980年には "Q9"を監督している。
この間も、マクノートンは別のコメディ・スケッチ・ショーのパイロットを監督しており、その中には1976年に制作され、グレアム・チャップマンが主演した "Out of the Trees" (en) なども含まれていた。彼らは1エピソード分しか撮影を行わず、作品はBBCに採択されなかった。1977年には、フランク・ウィンザー主演のコメディ "Middlemen" の5エピソード分を監督している。1979年には、レナード・ロシター主演で、フランスの放屁師ジョゼフ・ピュジョールに関する短編映画『ル・ペトマーヌ』（仏: Le Pétomane）を制作している。なお、この作品のタイトルは、ピュジョールの用いていた芸名をそのまま使ったものである。
1970年代後半からマクノートンはミュンヘンに拠点を置き、テレビ・舞台での監督業を続けた。1980年には、ハラルド・ヴォルフが主演したドイツのコメディ・ショー、"Harry Hocker läßt nicht locker" の6エピソードを監督した。また数々のオペラ・ミュージカルの監督を務め、イスラエル、ユーゴスラビア、ノルウェー、オーストリアなど、世界各地の劇場で仕事をした。1996年には、オーストラリアの作曲家ジョージ・ドレイファスのコメディ "The Marx Sisters in Bielefeld"、1997年にはゲルハルト・バウマン（独: Gerhard Baumann）のコメディ、 "Nyx in Munich"を監督している。オーストリア・インスブルック近くにある町、ハル・イン・チロルの劇場では、オットー・グランマンドゥル（独: Otto Grunmandl）による作品を監督している。
2001年、アラン・エイクボーンの演劇 "Seasons Greetings" のハル・イン・チロル公演初夜から帰る途中に自動車事故に巻き込まれ、この時の傷が元となって2002年12月に亡くなった。76歳没。

## 受賞とノミネート歴
- 英国アカデミー賞テレビ部門
  - 1970年 - ノミネート - Best Light Entertainment 部門 -『空飛ぶモンティ・パイソン』、ジョン・ハワード・デイヴィーズ（英語版）と共同で
  - 1971年 - ノミネート - Best Light Entertainment Production 部門 -『空飛ぶモンティ・パイソン』
  - 1973年 - 受賞 - Best Light Entertainment Programme 部門 -『空飛ぶモンティ・パイソン』（制作チーム共同で）
  - 1975年 - ノミネート - Best Light Entertainment Programme 部門 -『空飛ぶモンティ・パイソン』
- プライムタイム・エミー賞
  - 1976年 - ノミネート - Outstanding Variety, Music, or Comedy Special 部門 (en)  - "Monty Python Show"（1975年）